# Otalampi
Otalampi är en sjö i kommunen Vichtis i landskapet Nyland i Finland. Sjön ligger 66,4 meter över havet. Den är 6,08 meter djup. Arean är 31 hektar och strandlinjen är 2,71 kilometer lång. Sjön  ingår i Vanda å huvudavrinningsområde.   Den ligger omkring 35 km nordväst om Helsingfors. 